# Воскресенское сельское поселение (Лежневский район)
Воскресенское се́льское поселе́ние — упразднённое муниципальное образование в Лежневском районе Ивановской области Российской Федерации.
Административный центр — село Воскресенское.

## Географические данные
- Общая площадь: ? км²
- Расположение: южная часть Лежневского района
- Граничило:
  - на юго-востоке — с Савинским районом Ивановской области
  - на юге — с Суздальским районом Владимирской области
  - на западе — с Тейковским районом Ивановской области
  - на севере — с Лежневским сельским поселением
  - на северо-востоке — с Новогоркинским сельским поселением

## История
Статус и границы сельского поселения установлены Законом Ивановской области от 25 февраля 2005 года № 44-ОЗ «О городском и сельских поселениях в Лежневском муниципальном районе».
Законом Ивановской области от 6 мая 2015 года № 36-ОЗ, Лежневское и Воскресенское сельские поселения преобразованы, путём объединения, в Лежневское сельское поселение с административным центром в селе Ухтохма.

## Население
| 2002 | 2010  | 2011  | 2012  | 2013  | 2014  | 2015  |
| ---- | ----- | ----- | ----- | ----- | ----- | ----- |
| 1373 | ↘1353 | ↗1354 | ↗1375 | ↘1372 | ↗1376 | ↘1370 |

## Состав сельского поселения
| №  | Населённый пункт   | Тип населённого пункта       | Население |
| -- | ------------------ | ---------------------------- | --------- |
| 1  | Андреевка          | деревня                      | ↘0        |
| 2  | Барсково           | деревня                      | ↘2        |
| 3  | Башмаки            | деревня                      | ↘0        |
| 4  | Белавино           | деревня                      | ↘0        |
| 5  | Булатцево          | деревня                      | ↘3        |
| 6  | Быковка            | деревня                      | ↘20       |
| 7  | Вахнеево           | деревня                      | ↘0        |
| 8  | Волково            | деревня                      | ↘11       |
| 9  | Волотово           | деревня                      | ↘7        |
| 10 | Воскресенское      | село, административный центр | ↗651      |
| 11 | Елхово             | деревня                      | ↘2        |
| 12 | Жуковицы           | деревня                      | ↘8        |
| 13 | Калинино           | деревня                      | ↘1        |
| 14 | Колышкино          | деревня                      | ↘75       |
| 15 | Лопатино           | деревня                      | ↘21       |
| 16 | Михеевское         | деревня                      | ↘12       |
| 17 | Мостовое           | деревня                      | ↘5        |
| 18 | Мощенки            | деревня                      | ↘66       |
| 19 | Павелково          | деревня                      | ↘19       |
| 20 | Петровское         | село                         | ↘7        |
| 21 | Пещериха           | деревня                      | ↘3        |
| 22 | Подраменово        | деревня                      | ↘8        |
| 23 | Помчиха            | деревня                      | ↘2        |
| 24 | Развалиха          | деревня                      | ↘1        |
| 25 | Растилково Большое | деревня                      | ↘48       |
| 26 | Растилково Малое   | деревня                      | ↗144      |
| 27 | Романки            | деревня                      | ↘21       |
| 28 | Самушино           | деревня                      | ↘48       |
| 29 | Станки             | деревня                      | ↘29       |
| 30 | Стафурово          | деревня                      | ↘5        |
| 31 | Стрекалово         | деревня                      | ↘43       |
| 32 | Трубецкая Дача     | деревня                      | 0         |
| 33 | Чистополье         | деревня                      | 10        |
| 34 | Шпариха            | деревня                      | ↘10       |
| 35 | Щапово             | деревня                      | ↘48       |
| 36 | Яманово            | деревня                      | ↘23       |

## Местное самоуправление
Администрация сельского поселения находилась по адресу: 155122, Ивановская область, Лежневский район, с Воскресенское, ул Центральная, д 69-А.